# سیارک ۸۷۲۶
سیارک ۸۷۲۶ (به انگلیسی: 8726 Masamotonasu، نامگذاری:1996VP5) هشت هزار و هفتصد و بیست و ششمین سیارک کشف شده‌است که در ۱۴ نوامبر ۱۹۹۶ کشف شد.
قدر مطلق سیارک برابر ۴۴.۶ است.